# Antônio Cardoso
Antônio Cardoso este un oraș în unitatea federativă  Bahia (BA) din Brazilia.